# 공주 영은사 대웅전
공주 영은사 대웅전(公州 靈隱寺 大雄殿)은 대한민국 충청남도 공주시 금성동 영은사에 있는 조선시대의 건축물이다. 1984년 5월 17일 충청남도의 문화재자료 제51호로 지정되었다.

## 개요
영은사<靈隱寺>는 [공산지]에 의하면 조선 세조 4년(1458)에 지은 사찰이며 광해군 8년(1616)에는 이곳에 승장<僧將>을 두어 전국의 사찰을 두어 전국의 사찰을 통치하였다는 기록이 있다. 현재 영은사 내에는 주불전인 원통전<圓通殿>과 강당인 관일루<觀日樓>가 있다. 원통전은 정면 3칸, 측면 2칸으로 기둥 위에는 보를 받치고 장식도 겸해 새날개 형태의 부재<部材>를 짜맞춘 익공계의 맞배지붕을 하였다. 규모는 21m로 현재의 건물은 1933년 12월에 보수하였다.
관일루는 처마의 하중을 받고 장식도 겸해 나무쪽을 짜맞춘 공포를 기둥 위에만 배치한 주심포 계통의 팔작지붕이다. 임진왜란때에는 승병의 합숙소로 사용되었으며 이 곳에서 훈련된 승병은 영규대사의 인솔 아래 금산 전투에서 참여하였다고 한다.
이 영은사 부근에서는 통일신라시대 불상 6구가 출토되어 조선시대 이전에도 이곳에 사찰이 존재했었음을 짐작케 한다.

## 참고 자료
- 영은사 대웅전 - 국가유산청 국가유산포털